# Le Démocrate vernonnais
Pour les articles homonymes, voir Le Démocrate.
Le Démocrate vernonnais est un titre de presse écrite payant d'informations locales de l'Eure, édité par le groupe Publihebdos. Il est diffusé à l'échelle de plusieurs cantons dont ceux de Vernon, Écos, Gaillon, Pacy-sur-Eure.
Il paraît sur un rythme hebdomadaire tous les mercredis.

## Histoire
Le Démocrate est créé en 1930 par Victor Petit, il est acheté en 1936, à la mort de son fondateur, par Auguste Montourcy. Son fils Guy Montourcy, journaliste, gère à Vernon la publication de ce journal hebdomadaire dans les années 50 et plus tard son petit-fils Marc. La célèbre formule d'Abraham Lincoln « le gouvernement du peuple, par le peuple, pour le peuple » est à cette période associée au titre du journal.   
En 2002, le journal est cédé à Publihebdos, filiale du groupe SIPA - Ouest-France

## Contenu du journal
Le Démocrate Vernonnais traite de l'actualité généraliste de Vernon et des cantons alentour.
Dans la version 2013 du journal, on y trouve, après les premières pages consacrées aux articles qui font la une, les avis de décès et de naissances puis les faits divers et les événements qui font l'actualité à Vernon. Le centre du journal est consacré aux activités culturelles locales avec l'agenda des animations, spectacles, expositions ou encore les horaires des cinémas alentour (Vernon, Évreux, Gaillon).
Le reste du Démocrate s’intéresse à l'actualité de Saint-Marcel et son agglomération, de Gasny puis du Vexin normand. En fin de journal on trouve les annonces légales et l'actualité sportive au niveau local.

## Tirage, diffusion et lectorat
La diffusion payée du Démocrate vernonnais s'établit officiellement comme suit, selon l'OJD:
| Tirage    | 6 489 | 6 525 | 6 888 | 6 527 | 6 504 | 6 371 | 6 258 | 6 013 |
| Diffusion | 5 360 | 5 607 | 5 939 | 5 595 | 5 415 | 5 297 | 5 221 | 5 169 |

Une étude EPIQ TNS Sofres réalisée en 2006/2007 pour PubliHebdos relève que :
- 19 296 personnes lisent Le Démocrate vernonnais chaque semaine.
- Chaque exemplaire diffusé est lu en moyenne par 3,6 personnes.
- Les journaux sont en moyenne lus 22 minutes.
- Ils sont repris en main 1,8 fois.